# Theodor Klaehn
Theodor Karl Wilhelm Martin Klaehn (* 22. Juni 1883 in Plate; † 2. Januar 1963 in Bad Doberan) war ein deutscher Pädagoge und nationalsozialistischer Funktionär.

## Leben
Theodor Klaehn war ein jüngerer Sohn des Pastors Hermann Klähn (* 16. Januar 1845 in Lancken; † 12. Juli 1904 in Plate) aus dessen zweiter Ehe mit Maria (Albertine), geb. Krabbe, Professorentochter aus Rostock. Er besuchte das Gymnasium Fridericianum Schwerin bis zum Abitur Ostern 1904 und studierte zunächst Evangelische Theologie an den Universitäten Erlangen und Universität Rostock bis Ostern 1907. Ab Michaelis 1908 studierte er Theologie und Philologie in Rostock. 1909 bestand er das Lehramtsexamen in Rostock. Sein Seminar- und Probejahr legte er 1910/1911 unter gleichzeitiger Beschäftigung als wissenschaftlicher Hilfslehrer an seiner alten Schule Gymnasium Fridericianum in Schwerin ab. Seit dem 1. Januar 1912 war er am städtischen Gymnasium in Steele kommissarisch beschäftigt; Ostern 1912 erfolgte seine Ernennung zum Oberlehrer.
1914 wurde er in Rostock mit einer von Johannes Herrmann betreuten und seinem Großvater Otto Carsten Krabbe gewidmeten Dissertation im Fach Altes Testament zum Lic. theol. promoviert. Im Ersten Weltkrieg leistete er Kriegsdienst und wurde 1918 als Leutnant leicht verwundet.
Ab dem 1. Juli 1919 war er als Oberlehrer und später Studienrat am Friderico-Francisceum in (Bad) Doberan tätig. Ein Konflikt zwischen ihm und dem Direktor Carl Reuter (1885–1956) endete 1932 mit der Versetzung Reuters nach Güstrow.
Klaehn, der zum 1. Mai 1931 der NSDAP beitrat (Mitgliedsnummer 538.968) und damals fanatisch nationalsozialistisch eingestellt war, wurde Ortsgruppenleiter der NSDAP in Bad Doberan und war 1933 ein führender Vertreter der Deutschen Christen in Mecklenburg. Bei der ersten Synode der Evangelisch-Lutherischen Landeskirche Mecklenburgs nach der nationalsozialistischen Machtübernahme im Herbst 1933 wurde er als Nachfolger von Adolf Langfeld zum Synodalpräsidenten gewählt. 1934 trat er mit Reichsstatthalter Friedrich Hildebrandt als Zeuge der Anklage im Schweriner Pastorenprozess gegen Gottfried Holtz und sechs weitere Pastoren der Bekennenden Kirche auf. Noch am 1. Mai 1945 forderte er in seiner Funktion als Ortsgruppenführer der NSDAP seinen dienstlichen Vorgesetzten, Willi Brand unter Androhung von Waffengewalt auf, die verfügbaren Kräfte des Gymnasiums gegen die anrückende Rote Armee zu positionieren. Da ihm Widerstand entgegengesetzt wurde und bereits die Mehrzahl der SS-Offiziere die Stadt verlassen hatten, ergriff er selbst die Flucht. Gemeinsam mit dem Tischler Klöcking ging Willi Brand am 2. Mai 1945 den sowjetischen Truppen entgegen und rettete damit die Stadt vor weiteren Kriegszerstörungen.
Nach dem Ende von Nationalsozialismus und des Zweiten Weltkriegs gehörte er schon am 27. Mai 1945 zu den beiden Lehrkräften die umgehend vom Dienst suspendiert wurden. Als Synodalpräsident wurde er durch Friedrich Stratmann ersetzt.
Seit 1911 war er verheiratet mit Anna, geb. Rugenstein. Der Sohn des Paares, Karsten Klaehn (* 25. Mai 1913), wurde 1940 in Rostock promoviert und Mitarbeiter am von Karl Epting geleiteten Deutschen Institut in Paris. Er fiel 1943 in der Sowjetunion. Ein weiterer Sohn war der Forstmeister und Associate Professor an der Forstlichen Fakultät in Syracuse (New York) Friedrich Ulrich Klaehn (1915–1962).

## Werke
- Die sprachliche Verwandtschaft der Quelle K der Samuelisbücher mit der Quelle J des Heptateuch. Ein Beitrag zur Lösung der Frage nach der Identität beider Quellen. Noske, Borna 1914. Zugl. Diss. Rostock (Digitalisate, HathiTrust)